# Martín Eduardo Zúñiga
Martín Eduardo Zúñiga (Tapachula, 14 de abril de 1993), é um futebolista Mexicano que atua como atacante. Atualmente, joga pelo América.

## Títulos

### América
- Liga MX: Clausura 2013, Apertura 2014
- Liga dos Campeões da CONCACAF: 2014–15

### Seleção
- Jogos Centro-Americanos e do Caribe: 2014